# Pachycara microcephalum
Pachycara microcephalum är en fiskart som först beskrevs av Jensen 1902.  Pachycara microcephalum ingår i släktet Pachycara och familjen tånglakefiskar. Inga underarter finns listade i Catalogue of Life.